# Reutilização

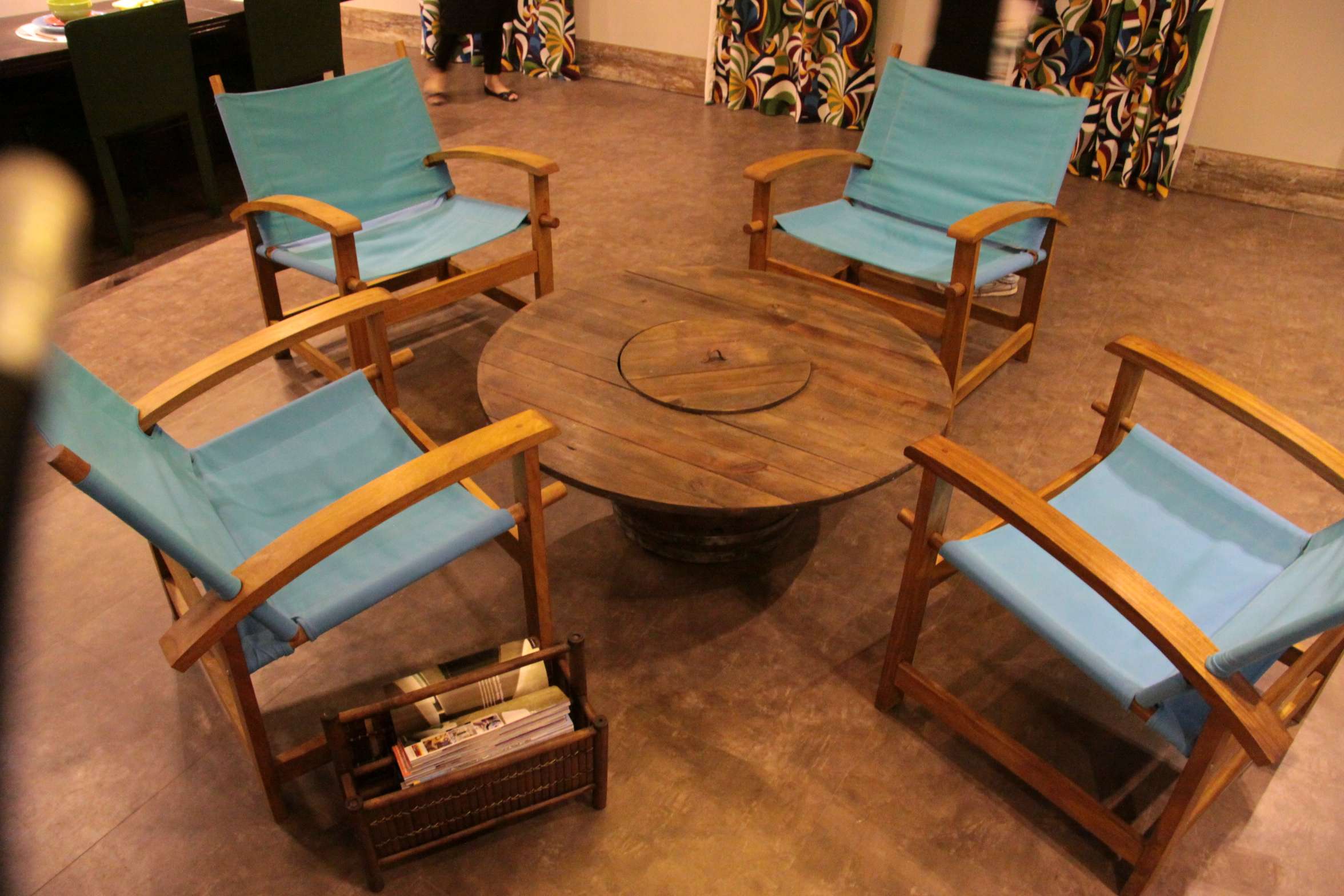
Exemplo de reutilização e ecodesign

Reutilizar é o uso de um produto mais de uma vez, independentemente de ser na mesma função ou não. Em contrapartida, a reciclagem consiste na reintrodução do produto no sistema produtivo, dando origem a um produto diferente do inicial, mas com características similares ao do produto original, ou seja, serve apenas de matéria prima. A reutilização por si só não resolve os problemas relacionados aos resíduos, mas dá um contributo enorme na sua gestão, por aproveitar matéria prima, que de outra forma seria acondicionada em aterro ou queimada, e, por outro lado, diminui a necessidade de nova exploração de recursos naturais que seriam necessários para a produção de bens e produtos.